# Hohenlohe
Koordinaten: 49° 15′ N, 9° 36′ O

Hohenlohe im Jahre 1748 – Homannsche Karte

Hohenlohe ist geografisch eine Region im Nordosten von Baden-Württemberg, kann allerdings – je nach Definition – bis ins bayerische Mittel- und Unterfranken hinüberreichen.
Zum ostfränkischen Dialektgebiet gehörend, ist Hohenlohe ein Teil Frankens.

## Lage
Unter Hohenlohe wird heute die fränkischsprachige Gegend rings um die Flüsse Jagst, Kocher und Tauber verstanden, die mit dem Hohenlohekreis, dem östlich daran anschließenden Landkreis Schwäbisch Hall sowie dem südlichen Teil des Main-Tauber-Kreises (dem früheren Landkreis Mergentheim) nahezu deckungsgleich ist. Auch ehemalige Besitzungen des Hauses Hohenlohe im angrenzenden heutigen Bayern wie Schillingsfürst, Baldersheim und Uffenheim werden manchmal dazugerechnet.

## Geschichte
Ursprünglich war Hohenlohe ein dynastischer Begriff und Name der Grafschaft bzw. später des Fürstentums des heute noch existierenden Hauses Hohenlohe, welches einen großen Teil der heutigen Landschaft umfasste. Zwischen 1500 und 1806 gehörte Hohenlohe zum Fränkischen Reichskreis. In der Rheinbundakte wurde 1806 der größte Teil ihres Herrschaftsgebietes zwangsweise in das Königreich Württemberg eingegliedert, die Oberämter Amt Schillingsfürst und Kirchberg gingen an das Königreich Bayern. Seitdem ist Hohenlohe vor allem ein geographischer Begriff, etwa in der Benennung der Hohenloher Ebene. Das Adjektiv „hohenlohisch“ bezeichnet den lokalen Dialekt und daneben speziell die Zugehörigkeit zum Hause Hohenlohe, während „Hohenloher“ für die Landschaft und ihre Bewohner benutzt wird: In der Hohenloher Ebene leben hohenlohisch sprechende Hohenloher, ein Teil davon in ehedem hohenlohischen Städten, deren alte Amtshäuser hohenlohische Wappen tragen.

## Sehenswürdigkeiten
Hohenlohe ist ein „Land der Burgen und Schlösser“. Erwähnenswert sind z. B. die Burg Krautheim, die Burg Leofels und die Ruine Forchtenberg sowie die Schlösser Bartenstein, Bartenau, Kirchberg, Langenburg, Neuenstein, Öhringen, Pfedelbach, Schillingsfürst, Waldenburg und Weikersheim, von denen manche besichtigt werden können.
Die am Rand des Schwäbisch-Fränkischen Walds liegende Stadt Waldenburg sowie der Pfedelbacher Ortsteil Heuberg bieten Aussicht über weite Teile der Hohenloher Ebene.

## Wirtschaft
Im Hohenlohekreis haben viele bedeutende Unternehmen ihren Stammsitz; so sind hier an der Zahl der Einwohner gemessen deutschlandweit die meisten Weltmarktführer vertreten. Die Würth-Gruppe mit weltweit mehr als 83.000 Mitarbeitern (Stand Ende 2021), das mit Abstand größte Hohenloher Unternehmen, hat ihren Sitz in Künzelsau-Gaisbach. Die Gerhard Sprügel GmbH mit Sitz in Ingelfingen-Stachenhausen handelt seit 1974 mit Befestigungstechnik. In Künzelsau-Garnberg sitzt die Albert Berner Deutschland, die Ventilspezialisten Bürkert und GEMÜ haben ihre Zentralen in Ingelfingen und Criesbach, der Explosionsschutzspezialist R. Stahl residiert in Waldenburg. In Pfedelbach werden bei der Scheuerle Fahrzeugfabrik GmbH Schwerlasttransporter hergestellt. Weitere bedeutende Unternehmen sind die Ventilatorenhersteller EBM-Papst in Mulfingen und Ziehl-Abegg in Künzelsau. Zudem ist mit der Mustang Jeans die „deutsche“ Jeans in Hohenlohe entstanden. Gammesfeld ist durch die dortige Klein-Raiffeisenbank bekannt.
Im östlichen Hohenlohe, insbesondere in und um Crailsheim und Schwäbisch Hall, hat sich eine Reihe mittelständischer Sondermaschinenhersteller angesiedelt, welche sich hauptsächlich mit Verpackungstechnik befassen. Die Fülle an entsprechenden Unternehmen der Verpackungsindustrie und der Umstand, dass einige von ihnen marktführend sind, hat dazu geführt, dass 2007 im Landkreis Schwäbisch Hall der Verein Packaging Valley Germany e. V. gegründet wurde. In diesem Teil Hohenlohes ist die Bausparkasse Schwäbisch Hall beheimatet, größtes Mitglied im Verband der privaten Bausparkassen.
Auf den Höhen der fruchtbaren und waldarmen Hohenloher Ebene hat nach wie vor die Landwirtschaft eine tragende Rolle inne. Allein in der rund 5000 Einwohner zählenden Gemeinde Blaufelden gibt es noch heute fast einhundert landwirtschaftliche Haupterwerbsbetriebe und im etwa 777 km² großen Hohenlohekreis werden knapp 60 % der Fläche landwirtschaftlich genutzt. Auch die überregional bekannt gewordene Hausschweinrasse Schwäbisch-Hällisches Landschwein hat in Hohenlohe ihre Heimat.
Darüber hinaus wird in einigen Gegenden Hohenloher Wein angebaut. So beispielsweise an den Hängen des Jagsttales in Krautheim-Klepsau, Dörzbach und Schöntal, an denen des Kochertales in Ingelfingen, Niedernhall und Forchtenberg, an denen des Taubertals in Weikersheim und Bad Mergentheim-Markelsheim sowie an der Keuperstufe zum Schwäbisch-Fränkischen Wald in Ortsteilen Neuensteins, in Pfedelbach, Öhringen und Bretzfeld.
Siehe auch: Württemberg (Weinanbaugebiet) und Württemberger Weinstraße.

## Mundart
Hauptartikel: Hohenlohisch
Verbindend für die gesamte Region ist der Hohenloher Dialekt, das Hohenlohische. Es handelt sich dabei um eine ostfränkische Mundart, welche außer zu den benachbarten ostfränkischen Dialekten wie Ansbachisch oder Taubergründisch auch Ähnlichkeiten zu den Dialektgruppen Südfränkisch und Schwäbisch aufweist.